# 74式自走105mm榴彈砲
74式自走105mm榴彈砲為陸上自衛隊1974年服役的自走砲。
1975年投入部隊開始到1978年4年間有20輛配備後突然終止。因為性能上的理由、本車和第二年服役的75式自走155mm榴彈砲也有很多重複功能。服役的20輛都在第4特科群第117特科大隊使用、1999年部隊解散後全車列為備役。

## 開發
本車開發時定位陸上自衛隊和前線部隊支援用途、小區域爆炸效果、發射速度快速的105mm榴彈砲。計畫結束後同樣功能的小區域爆炸效果105mm自走砲開發也同時開始。
開發時75式自走155mm榴彈砲的開發反而更早開始1964年性能規格就開出了；1967年開發決定。
本車引擎和傳動裝置都和73式裝甲車一樣、主要開發小松製作所負責由73式裝甲車改裝而來。73式裝甲車的零件許多都通用。
1968年初砲塔部份實驗開始。砲塔部開發由日本製鋼所負責。
1970年試驗車2輛完成作為技術試驗。1972年進行補試驗1974年『74式自走105mm榴彈砲』正式服役。

## 特徴
車體由鋁合金製成、渡河用浮筒內建方便水上浮航。
車體前方右側操縱席是主要駕駛席但是和73式裝甲車一樣的有兩套駕駛設備。引擎在前方左側、採前輪驅動式傳動。後方就是戰鬥室和旋轉式砲塔。
砲塔上面槍盾架有白朗寧M2重機槍戰鬥室內部側面也有64式步槍準備用於戰鬥。

## 砲彈
本車輛使用多重砲彈砲裝藥、1號到9號共9種類砲彈。
1號到7號是以硝化纖維當主成分、1號2號是急燃性單孔高爆炸藥、3～7號是延遲引爆的多孔型鋼霰彈（人員殺傷彈）。
8號9號是硝酸甘油的硝基胍添加物。

### 射程

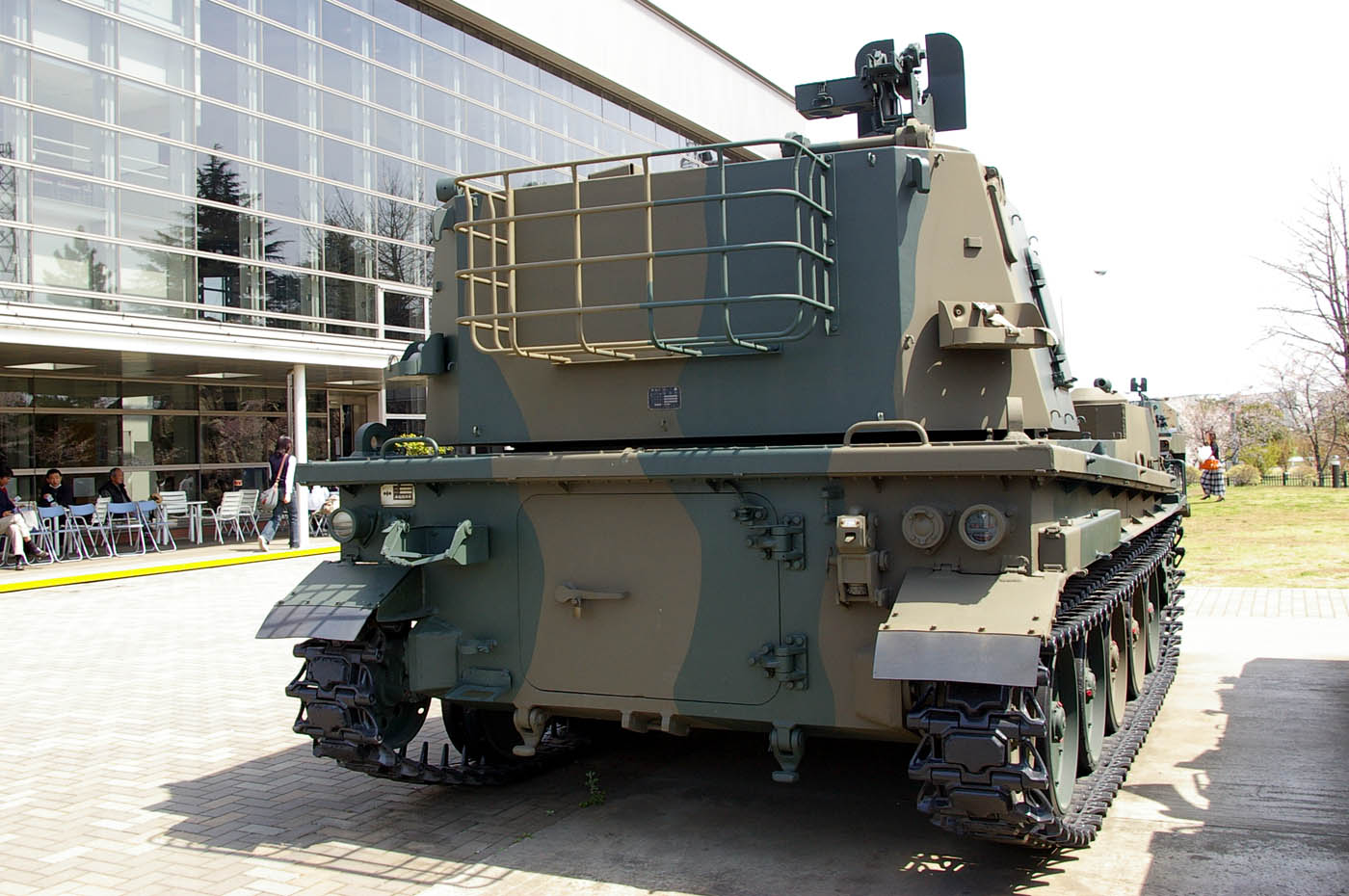
後方引擎室

- 1號裝藥 約1,700～3,500m
- 2號裝藥 約2,000～4,000m
- 3號裝藥 約2,400～5,200m
- 4號裝藥 約3,000～6,300m
- 5號裝藥 約3,600～8,100m
- 6號裝藥 約4,400～9,600m
- 7號裝藥 約5,400～11,500m
- 8號裝藥 約6,600～12,700m
- 9號裝藥 約8,500～14,460m